# Alnashetri cerropoliciensis
Alnashetri cerropoliciensis (teh. "patas flacas de cerro policia") es la única especie conocida del género extinto Alnashetri de dinosaurios terópodos alvarezsauroides que vivieron a principios del período Cretácico superior, hace aproximadamente 95 millones de años entre el Cenomaniense y el Turoniense, en lo que es hoy Sudamérica. Sus restos fósiles aparecieron en el yacimiento La Buitrera en la formación Candeleros, cerca de la localidad de Cerro Policía en la provincia de Río Negro, Argentina, y se encuentran depositados en el Museo Provincial Carlos Ameghino de la ciudad de Cipolletti.

## Descripción
Alnashetri es un pequeño celurosaurio no aviano. Medía apenas 60 cm de largo y 35 de alto, por lo que es el alzarezsauroide más pequeño hallado hasta el momento.  Se puede diferenciar de todos los demás celurosaurios por poseer un borde bajo sobre el extremo distal de la tibia, el cual separa la superficie rostral de la articulación con el astrágalo desde la cara externa del maléolo lateral y que se extiende hacia arriba en el eje dorsal de la tibia a la punta del proceso ascendente del astrálago. Una autapomorfia adicional (rasgo distintivo) de Alnashetri es la presencia de pequeños bultos extendiéndose en sentido ventral desde los huecos del ligamento colateral en la base de los hemicóndilos articulares distales en las falanges III-2 y III-3. Alnashetri puede ser fácilmente distinguido de Buitreraptor, el único otro terópodo pequeño conocido de La Buitrera.

## Descubrimiento e investigación
Alnashetri es conocido únicamente a partir del holotipo MPCA-477, los miembros posteriores articulados de un único individuo. El holotipo consiste en un fémur izquierdo parcial, partes distales de ambas tibias, una fíbula derecha, tarsos proximales de ambos tobillos, un metatarso derecho casi completo, partes proximal y distal de los metapodiales derechos y el dígito pedal III izquierdo. El espécimen fue recolectado en la sublocalidad "Hoyada de los esfenodontes", parte de la localidad fosilífera principal de La Buitrera, a cerca de 30 km al sur del pueblo de El Chocόn. Fue recuperado de las grandes areniscas rojizas que forman la parte superior de la Formación Candeleros del Subgrupo Río Limay (que data del Cenomaniense al Turoniense), cerca del límite con la Formación Huincul. Proviene de los niveles inferiores de los afloramientos en esta región, que ha producido una rica fauna de pequeños vertebrados, incluyendo especímenes del gran rincocéfalo Priosphenodon avelasi, la serpiente primitiva Najash rionegrina, el notosuquio Araripesuchus buitreraensis, el dromeosáurido unenlagino Buitreraptor gonzalezorum, y también mamíferos y pterosaurios. Probablemente data de mediados del Cenomaniense en el período Cretácico Superior, hace unost 97 millones de años.
Alnashetri fue descrita por primera vez y nombrado por Peter J. Makovicky, Sebastián Apesteguía, y Federico A. Gianechini en 2012 y la especie tipo es Alnashetri cerropoliciensis. El nombre del género se deriva del dialecto Günün-a-Kunna de la lengua Tehuelche, que significa "muslos delgados" en referencia a largas y delgadas patas traseras del holotipo. El nombre específico "cerropoliciensis" rinde homenaje al cercano pueblo de Cerro Policía por la generosa ayuda de sus residentes en los esfuerzos de trabajo de campo en localidad La Buitrera desde su descubrimiento en 1999.

## Clasificación
Aunque es claro que Alnashetri es un celurosaurio, debido a la naturaleza fragmentaria del esqueleto del holotipo este carece de sinapomorfias que pudieran permitir una asignación certera a un clado de celurosaurios en particular. Por tanto, su posición filogenétia fue examinada en una matriz de datos usando las ampliamente exploradas relaciones de los celurosaurios. Este análisis preliminar encontró que Alnashetri se alojaba dentro de los Alvarezsauroidea. Ocho características con relevancia para Alnashetri o para las relaciones de los alvarezsáuridos y cuatro alvarezsauroides recientemente descritos fueron añadidos a la matriz. En este análisis, Alnashetri fue considerado como un alvarezsáurido basal, en una politomía con otros alvarezsáuridos de la cuenca Neuquén. La evidencia que apoya esta relación se basa en la detallada anatomía del tobillo, no obstante que la concentración de rasgos que apoyen la idea dentro de una sola región anatómica puede crear resultados falsos. El cladograma a continuación muestra la posición filogenética de Alnashetri entre los otros alvarezsáuridos siguiendo a Makovicky, Apesteguía y Gianechini (2012).
|  | Albinykus baatar  |
|  |                   |
|  | Xixianykus zhangi |
|  |                   |

|  | Mononykus olecranus |
|  |                     |
|  | Shuvuuia deserti    |
|  |                     |

|  | Albinykus baatar  |
|  |                   |
|  | Xixianykus zhangi |
|  |                   |

|  | Mononykus olecranus |
|  |                     |
|  | Shuvuuia deserti    |
|  |                     |

|  | Albinykus baatar  |
|  |                   |
|  | Xixianykus zhangi |
|  |                   |

|  | Mononykus olecranus |
|  |                     |
|  | Shuvuuia deserti    |
|  |                     |

|  | Albinykus baatar  |
|  |                   |
|  | Xixianykus zhangi |
|  |                   |

|  | Mononykus olecranus |
|  |                     |
|  | Shuvuuia deserti    |
|  |                     |

|  | Albinykus baatar  |
|  |                   |
|  | Xixianykus zhangi |
|  |                   |

|  | Mononykus olecranus |
|  |                     |
|  | Shuvuuia deserti    |
|  |                     |

|  | Albinykus baatar  |
|  |                   |
|  | Xixianykus zhangi |
|  |                   |

|  | Mononykus olecranus |
|  |                     |
|  | Shuvuuia deserti    |
|  |                     |

|  | Albinykus baatar  |
|  |                   |
|  | Xixianykus zhangi |
|  |                   |

|  | Mononykus olecranus |
|  |                     |
|  | Shuvuuia deserti    |
|  |                     |

|  | Albinykus baatar  |
|  |                   |
|  | Xixianykus zhangi |
|  |                   |

|  | Mononykus olecranus |
|  |                     |
|  | Shuvuuia deserti    |
|  |                     |

|  | Albinykus baatar  |
|  |                   |
|  | Xixianykus zhangi |
|  |                   |

|  | Mononykus olecranus |
|  |                     |
|  | Shuvuuia deserti    |
|  |                     |

|  | Albinykus baatar  |
|  |                   |
|  | Xixianykus zhangi |
|  |                   |

|  | Mononykus olecranus |
|  |                     |
|  | Shuvuuia deserti    |
|  |                     |

|  | Albinykus baatar  |
|  |                   |
|  | Xixianykus zhangi |
|  |                   |

|  | Mononykus olecranus |
|  |                     |
|  | Shuvuuia deserti    |
|  |                     |

|  | Albinykus baatar  |
|  |                   |
|  | Xixianykus zhangi |
|  |                   |

|  | Mononykus olecranus |
|  |                     |
|  | Shuvuuia deserti    |
|  |                     |

|  | Albinykus baatar  |
|  |                   |
|  | Xixianykus zhangi |
|  |                   |

|  | Mononykus olecranus |
|  |                     |
|  | Shuvuuia deserti    |
|  |                     |

|  | Albinykus baatar  |
|  |                   |
|  | Xixianykus zhangi |
|  |                   |

|  | Mononykus olecranus |
|  |                     |
|  | Shuvuuia deserti    |
|  |                     |

|  | Albinykus baatar  |
|  |                   |
|  | Xixianykus zhangi |
|  |                   |

|  | Mononykus olecranus |
|  |                     |
|  | Shuvuuia deserti    |
|  |                     |

|  | Albinykus baatar  |
|  |                   |
|  | Xixianykus zhangi |
|  |                   |

|  | Mononykus olecranus |
|  |                     |
|  | Shuvuuia deserti    |
|  |                     |